# Classe Bélier
Pour les articles homonymes, voir Bélier (homonymie).
La classe Bélier (parfois appelée classe Cerbère) est une classe de quatre béliers cuirassés construits pour la Marine française dans les années 1870. Destinés à avoir un rôle de garde-côtes offensifs, ils quittent peu leur port d'attache durant leur carrière et sont les derniers de leur type.

## Conception
Le blindage et l'artillerie du Taureau, conçu par Henri Dupuy de Lôme, s'étant avéré insuffisants, la classe Bélier est conçue avec du blindage plus épais au niveau de la ligne de flottaison (22 cm) et des tourelles (18 cm. Celui du pont est cependant supprimé, remplacé par un autre de 15 cm au niveau du bordé. Une tourelle est ainsi rajoutée, portant l'artillerie principale à deux canons de 24 cm, avant que quatre canons révolver d'une livre ne soient rajoutés ultérieurement.
Les cuirassés ont un déplacement de 2 590 tonnes et peuvent atteindre une vitesse de 12,37 nœuds (22,9 kilomètres par heure) sur une distance maximale de 1 800 milles marins (3 330 kilomètres). Pour cela, ils disposent de deux moteurs propulsant des hélices indépendantes, ce qui facilite les manœuvres liées à l'éperon. Ils peuvent emporter 180 tonnes de charbon, et l'équipage est composé de 159 hommes.

## Unités
| Nom        | Chantier             | Quille            | Lancement     | Mise en service | Destin                              |
| ---------- | -------------------- | ----------------- | ------------- | --------------- | ----------------------------------- |
| Bélier     | Arsenal de Cherbourg | 1er avril 1865    | 29 août 1870  | juin 1872       | Rayé des listes le 8 juillet 1896   |
| Bouledogue | Arsenal de Lorient   | 5 décembre 1865   | 26 mars 1872  | 1873            | Rayé des listes le 24 avril 1896    |
| Cerbère    | Arsenal de Brest     | 14 septembre 1865 | 23 avril 1868 | Octobre 1868    | Rayé des listes le 12 novembre 1886 |
| Tigre      | Arsenal de Rochefort | 1865              | 9 mars 1871   | Août 1874       | Rayé des listes le 13 février 1892  |

## Histoire
Le Bélier est armé à Cherbourg en 1872. Il y reste toute sa carrière, commandé successivement par les commandants Didot, Courbet, Pouthier, Bonamy de Villemerenil et Riou de Kerprigent. Il est condamné le 8 juillet 1896. 
Le Bouledogue est armé à Lorient en 1873. Commandé par les capitaines de vaisseau Franquet puis Schwerer, il devient la pièce maîtresse de la défense mobile du port de Lorient en 1886. Commandé par Massenet puis Schlumberger, il est condamné le 24 avril 1896.
Le Cerbère est armé à Brest en 1868. Armé pour essai sous les ordres de Chaxel. Sous les ordres de Galiber il rallie Cherbourg en 1870. En août, sous les ordres de Carrade, il part pour Le Havre. À partir de 1873 il est commandé par Bailloud, Cahagne puis Riou de Kerprigent avant d'être condamné le 12 novembre 1886,.
Le Tigre est armé à Rochefort en 1874 sous les ordres de Jouneau. Il rallie Brest, et voyage régulièrement vers Cherbourg. Il est finalement condamné le 13 février 1892.